# Waterschei Thor Genk
Koninklijke Waterschei Sportvereniging Thor Genk – belgijski klub piłkarski z siedzibą w mieście Genk.

## Historia
Waterschei założony został w 1919 roku. W belgijskiej federacji piłkarskiej zarejestrowany został w 1925 roku otrzymując matrykułę o numerze 533. Klub pierwszy raz w II lidze pojawił się w sezonie 1935/36.
Waterschei po wygraniu II ligi w sezonie 1953/54 awansował do pierwszej ligi, gdzie w pierwszym sezonie 1954/55 zajął 7 miejsce. Pierwszym poważnym sukcesem klubu było dotarcie do finału Pucharu Belgii, gdzie Waterschei uległ 0:4 drużynie Antwerp.
Waterschei z przerwami i bez większych sukcesów występował w najwyższej lidze Belgii na przełomie lat 50. i 60. W tym okresie klub najlepiej spisał się w sezonie 1959/60, zajmując trzecie miejsce.
Po dłuższym pobycie w II lidze Waterschei, po zajęciu pierwszego miejsca w sezonie 1977/78, ponownie zajwił się w pierwszej lidze, w której grał nieprzerwanie do sezonu 1985/86. Waterschei w tym okresie należał do grupy przeciętnych drużyn i zajmował miejsca w okolicach środka tabeli.
W 1980 Waterschei drugi raz dotarł do finału Pucharu Belgii, który tym razem zdobył, pokonując 2:1 Beveren. Sukces ten pozwolił na debiut w europejskich pucharach – w Pucharze Zdobywców Pucharów w sezonie 1980/81. W pierwszej rundzie przeciwnikiem był cypryjski klub Omonia Nikozja, który nie sprawił problemów belgijskiej drużynie – na wyjeździe Waterschei wygrał 3:1, a u siebie 4:0. W 1/8 finału rywal był zdecydowanie mocniejszy – niemiecki klub Fortuna Düsseldorf. Po bezbramkowym meczu w Genk, na wyjeździe Waterschei przegrał 0:1 i odpadł z turnieju.
W 1982 roku Waterschei po raz trzeci znalazł się w finale Pucharu Belgii, gdzie wygrał 2:0 z klubem Waregem. Dzięki temu ponownie pojawił się w europejskich pucharach – w Pucharze Zdobywców Pucharów w sezonie 1982/83. W 1/16 finału luksemburski klub Red Boys Differdange nie sprawił wielkiego kłopotu – u siebie Waterschei wygrał 7:1, a ponadto pokonał rywali na wyjeździe 1:0. W następnej rundzie duńska drużyna Boldklubben af 1893 również nie była faworytem. W Kopenhadze Waterschei wygrał zdecydowanie 2:0, a na własnym boisku jeszcze wyżej – 4:1. W ćwierćfinale przeciwnikiem okazał się bardzo mocny francuski zespół Paris Saint Germain, który w większości opinii uchodził za faworyta dwumeczu. W Paryżu Waterschei przegrał 0:2, w rewanżu jednak zdołał odrobić straty, doprowadzając do dogrywki. Na 6 minut przed końcem Pier Janssen zdobył dla Waterschei trzecią bramkę, dzięki czemu drużyna belgijska dotarła aż do półfinału turnieju. W półfinale szkocki zespół Aberdeen okazał się zdecydowanie za silny, gromiąc u siebie drużynę Waterschei aż 5:1. W rewanżu Belgowie wygrali tylko 1:0 i do finału awansowali Szkoci, którzy później wykorzystali szansę i zdobyli puchar.
Po zajęciu przedostatniego miejsca w sezonie 1985/86 Waterschei kolejny raz spadł do II ligi i nie powrócił już do pierwszej ligi. Po spadku w 1986 i 2 latach gry w II lidze Waterschei połączył się z klubem KFC Winterslag, tworząc klub KRC Genk.

## Sukcesy
- Puchar Belgii
  - zwycięstwo (2): 1980, 1982
  - finał (1): 1955
- Tweede klasse
  - mistrzostwo (3): 1953/1954, 1956/1957, 1977/1978
- Derde klasse
  - mistrzostwo (4): 1934/1935, 1950/1951, 1963/1964, 1973/1974

## Europejskie puchary
Legenda do wszystkich tabel:
- Q – runda eliminacyjna, 1/16, 1/8, 1/4, 1/2 – odpowiednia faza rozgrywek, Grupa – runda grupowa, 1r gr – pierwsza runda grupowa, 2r gr – druga runda grupowa, F – finał, R – runda, PO – play-off
- k. – rzuty karne, los. – losowanie, Dogr. – dogrywka, w. – zasada bramek strzelonych na wyjeździe

| Sezon   | Rozgrywki                 | Runda | Przeciwnik           | Dom | Wyjazd | Ogólnie |
| ------- | ------------------------- | ----- | -------------------- | --- | ------ | ------- |
| 1980/81 | Puchar Zdobywców Pucharów | 1R    | Omonia Nikozja       | 4–0 | 3–1    | 7–1     |
| 1980/81 | Puchar Zdobywców Pucharów | 1/8   | Fortuna Düsseldorf   | 0–0 | 0–1    | 0–1     |
| 1982/83 | Puchar Zdobywców Pucharów | 1R    | Red Boys Differdange | 7–0 | 1–0    | 8–0     |
| 1982/83 | Puchar Zdobywców Pucharów | 1/8   | Boldklubben af 1893  | 4–1 | 2–0    | 6–1     |
| 1982/83 | Puchar Zdobywców Pucharów | 1/4   | Paris Saint-Germain  | 3–0 | 0–2    | 3–2     |
| 1982/83 | Puchar Zdobywców Pucharów | 1/2   | Aberdeen             | 1–0 | 1–5    | 2–5     |